# Lanžhot
Lanžhot (németül Landshut) a legdélibb község Morvaországban, közel a cseh-osztrák-szlovák hármashatárhoz.

## Fekvése
Břeclavtól fekszik délkeletre öt kilométerre. Déli részén ömlik a Thaya a Morva folyóba, amely egyben a cseh-osztrák-szlovák hármashatár is.

## Története
1920. július 30-ig Alsó-Ausztriához tartozott.

## Népesség
A település népessége az elmúlt években az alábbi módon változott:
| Lakosok száma | 2435 | 2972 | 3523 | 3996 | 3944 | 3653 | 3760 | 3733 | 3437 | 3627 |
|               | 1869 | 1900 | 1921 | 1961 | 1980 | 2011 | 2016 | 2019 | 2021 | 2024 |